# 15811 Nüsslein-Volhard
(15811) Nusslein-Volhard, denumire internațională (15811) Nüsslein-Volhard, este un asteroid din centura principală de asteroizi.

## Descriere
15811 Nüsslein-Volhard este un asteroid din centura principală de asteroizi. A fost descoperit pe 10 iulie 1994 la Tautenburg de Freimut Börngen. Asteroidul prezintă o orbită caracterizată de o semiaxă mare de 3,21 ua, o excentricitate de 0,17 și o înclinație de 9,6° în raport cu ecliptica.